# Aster (rakéta)
Az Aster 15 és Aster 30 egy közepes és nagy hatótávolságú légvédelmi rakétacsalád tagjai, amelyet az európai MBDA és francia Thales vállalat konzorciuma: az EUROSAM fejleszt is gyárt. A szárazföldről és  hadihajókról is indítható rakéták hatótávolsága az Aster 15 esetében több mint 30 km, a Aster 30 esetében több mint 120 km. Az Aster 30 rakéta kis hatótávolságú ballisztikus rakéták (SRBM) ellen is hatásos. Jelenleg 10 ország hadereje alkalmazza az Aster rakétákat.

## Kialakítása és jellemzői
Az Aster 15 és 30 rakéták kialakítás nagymértékben megegyezik, az eltérés leginkább az első gyorsító fokozat mértében mutatkozik meg. Mindkét rakéta függőleges indítású, vagyis nem szükséges az indítót a cél felé fordítani. A rakéták az aerodinamikai kormányzás mellett ún. PIF-PAF használnak, amely kis méretű,  vektorált működésű rakétahajtóművel a megfelelő irányba "löki" a rakétát a biztosabb találat érdekében. Ez azért szükséges, mert nagy magasságban, ahol a ballisztikus rakéták elfogása történik az aerodinamikai kormányfelületek hatásfoka jelentősen romlik, hiszen ritkább a levegő. A ballisztikus rakéták elfogásánál fontos a közvetlen találattal történő megsemmisítés, mivel a célpont és az elfogó rakéta relatív sebessége egymáshoz képest akár 10 ezer km/óra is lehet. Ekkora sebességnél a ballisztikus rakéta közelében robbanó harci rész repeszei nem tudnak kárt tenni benne, mivel a ballisztikus rakéta a robbanás néhány századmásodperce alatt is jelentős távolságot tett meg. Csak a közvetlen összeütközés jelent biztos védelmet a ballisztikus rakétákkal szemben, így minden rakétavédelmi rendszer erre törekszik. Ehhez pedig precíz irányítás szükséges ritka légsűrűségű magasságokban is, amelyet az ún. PIF-PAF rendszer biztosít.

### Rakétaváltozatok
- Aster 15 – hadihajók kis és közepes hatótávolságú légvédelmi rendszere
- Aster 30 Block 0 – hadihajók közepes és nagy hatótávolságú légvédelmi rendszere
- Aster 30 Block 1 – legfeljebb 600 km hatótávolságú ballisztikus rakéták (SRBM) elfogására is alkalmas légvédelmi rakéta
- Aster 30 Block 1NT (New Technology) –  legfeljebb 1500 km hatótávolságú ballisztikus rakéták (MRBM) elfogására is alkalmas légvédelmi rakéta
- Aster 30 Block 2 BMD – még fejlesztés alatt áll, de cél, hogy  3,000 km hatótávolságú manőverező rakéták ellen is hatásos legyen.

### Aster rakétákat alkalmazó rendszerek
Maguk a légvédelmi rakéták semmit nem érnek rávezető radarok, indítók illetve tűzelosztó és irányító központok nélkül. Ezekkel együtt alkotnak csak egy hatékony védelmi rendszert.

#### Haditengerészeti légvédelmi rendszer: a PAAMS, más néven a Sea Viper
Az Aster rakétákat elsősorban hajók légvédelmére fejlesztették ki. Az indítás a Slyer A50 vagy A70 függőleges indítókból (VLS) történik, de az Aster 30 kilövése az amerikai Mk.41 indítókból is lehetséges. A célfelderítést és indításhoz szükséges célinformációkat a brit hadihajók esetében a SAMPSON, a francia és olasz hadihajók esetében az EMPAR radar biztosítja.
A PAAMS rendszer biztosítja a Horizon, FREMM és a Type 45 osztályú hadihajók légvédelmét. Az Aster 15 rakéták biztosítják a francia Charles de Gaull repülőgép-hordozó légvédelmét is.

#### Szárazföldi légvédelmi rendszer: az ASTER 30-SAMP/T
A SAMP/T rendszer 8 rakétás teherautóra telepített függőleges indítókból, valamint egy radaros irányító központból áll. A célfelderítést és indításhoz szükséges célinformációkat a 100 km hatósugarú Arabel radar biztosítja. A radar 100 célt képes követni és egyidejűleg 16 rakéta számára képes pályakorrekciós jeleket biztosítani.
A rendszer a francia, olasz, szingapúri illetve az ukrán haderőben került rendszeresítésre.
A legújabb változat a SAMP/T NG (New Generation) 2025-ben került bemutatásra. Ez a rendszer már a továbbfejlesztett Aster 30 Block 1NT rakétára épül. Az új rakéta hatótávolsága hagyományos (nem ballisztikus) célok ellen mintegy 150 km, maximális célelfogási magasság 25 km. Ez mintegy 25%-os javulást jelent mintkét értéket illetően az előző generációs rakétához képest. Az új elfogó rakéta Ka sávban működő radarja pontosabb, ütközésre optimalizált cél elfogást tesz lehetővé. A rendszer felderítő radarja is megújult, hatótávolság többszörösére nőt.

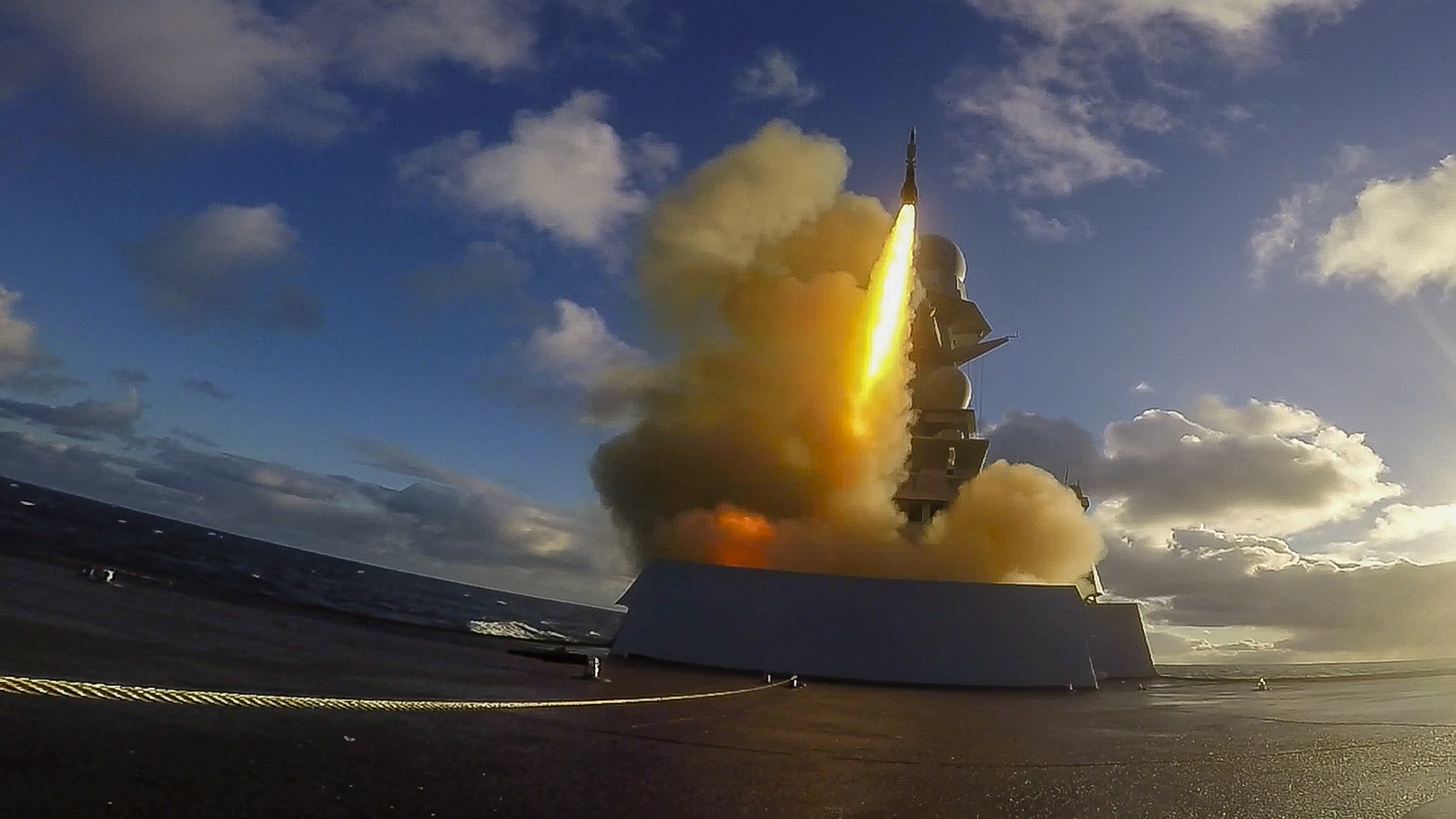
Aster 30 indítás
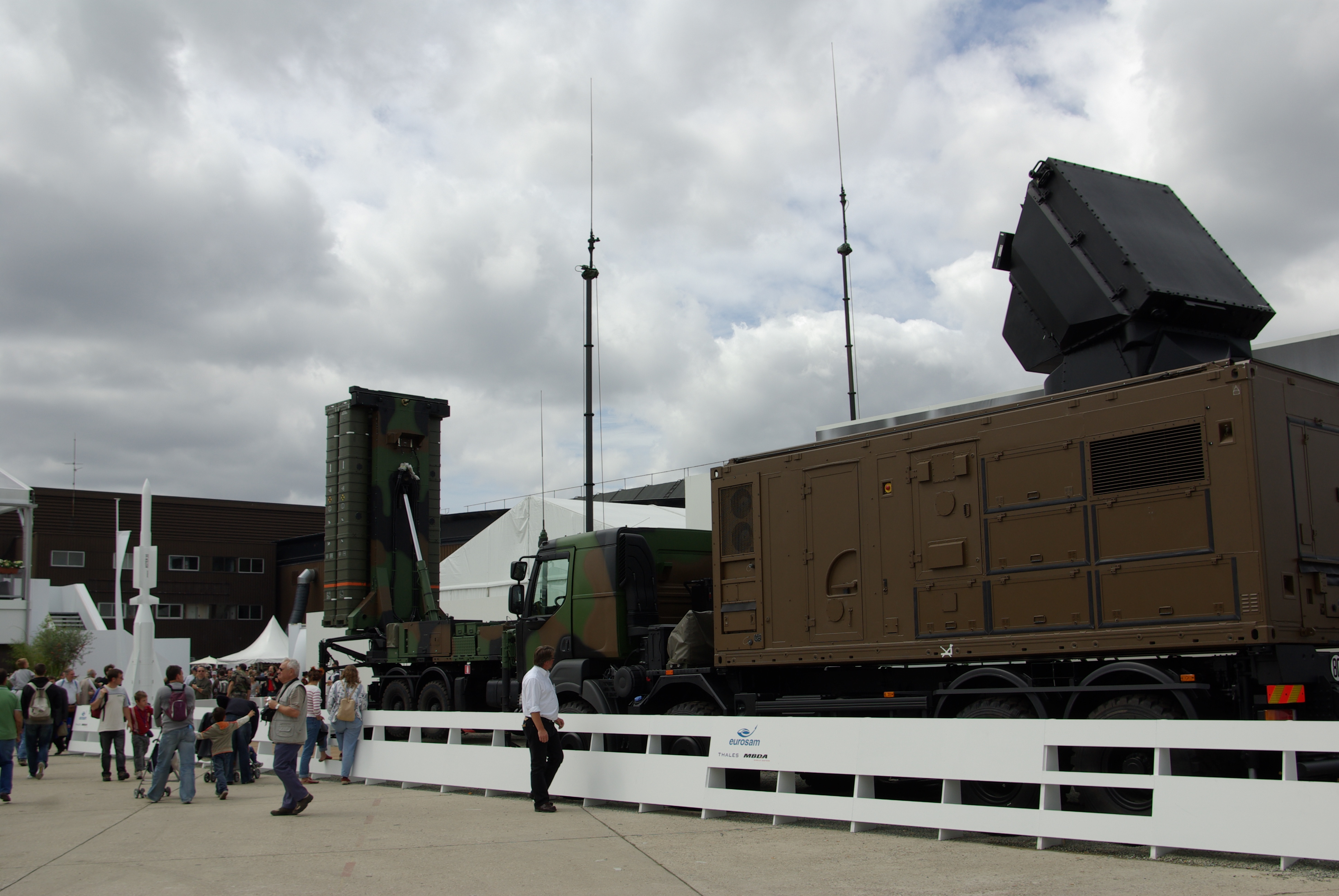
SAMP/T radarja és indítója
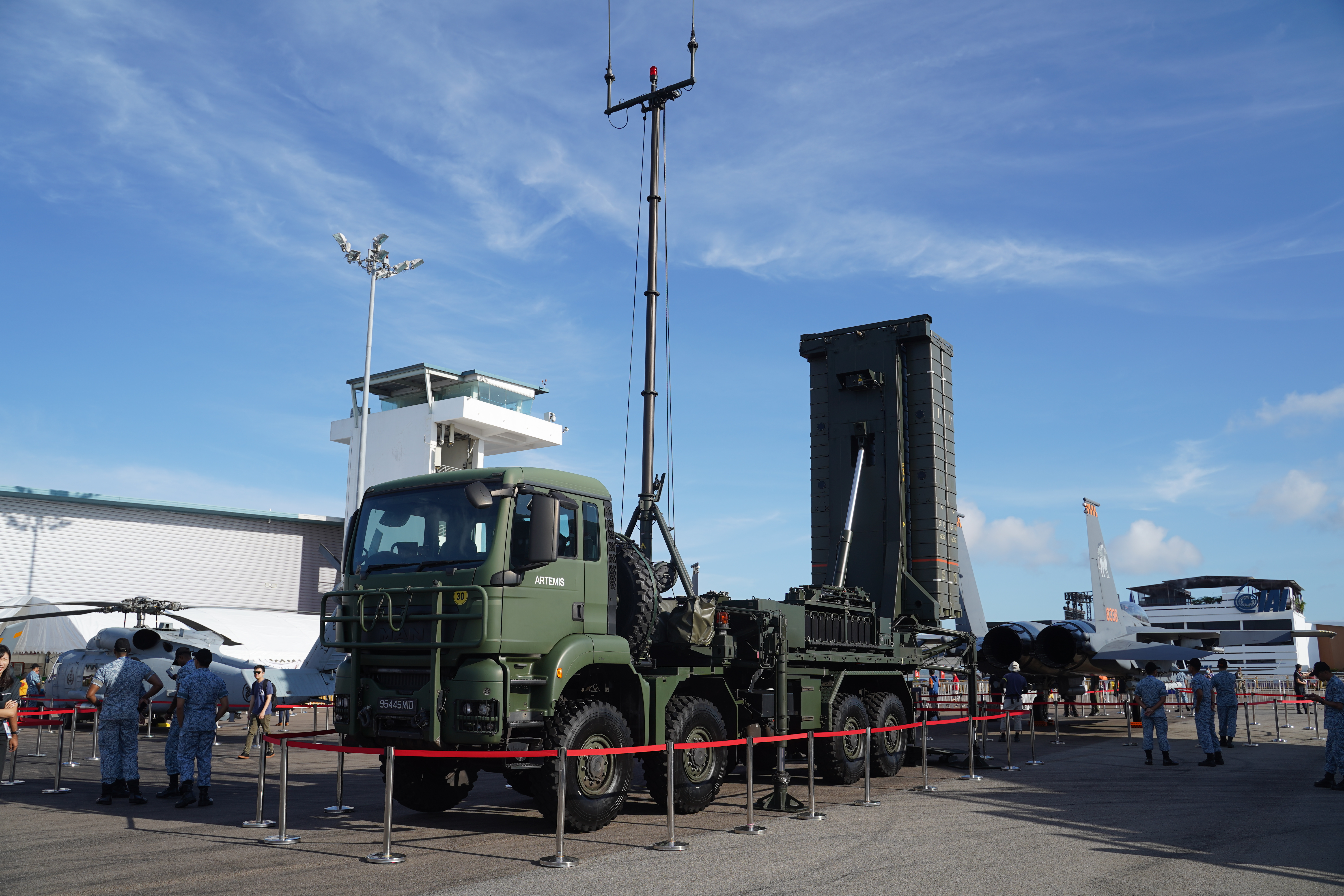
Egy szingapúri Aster 30 indító
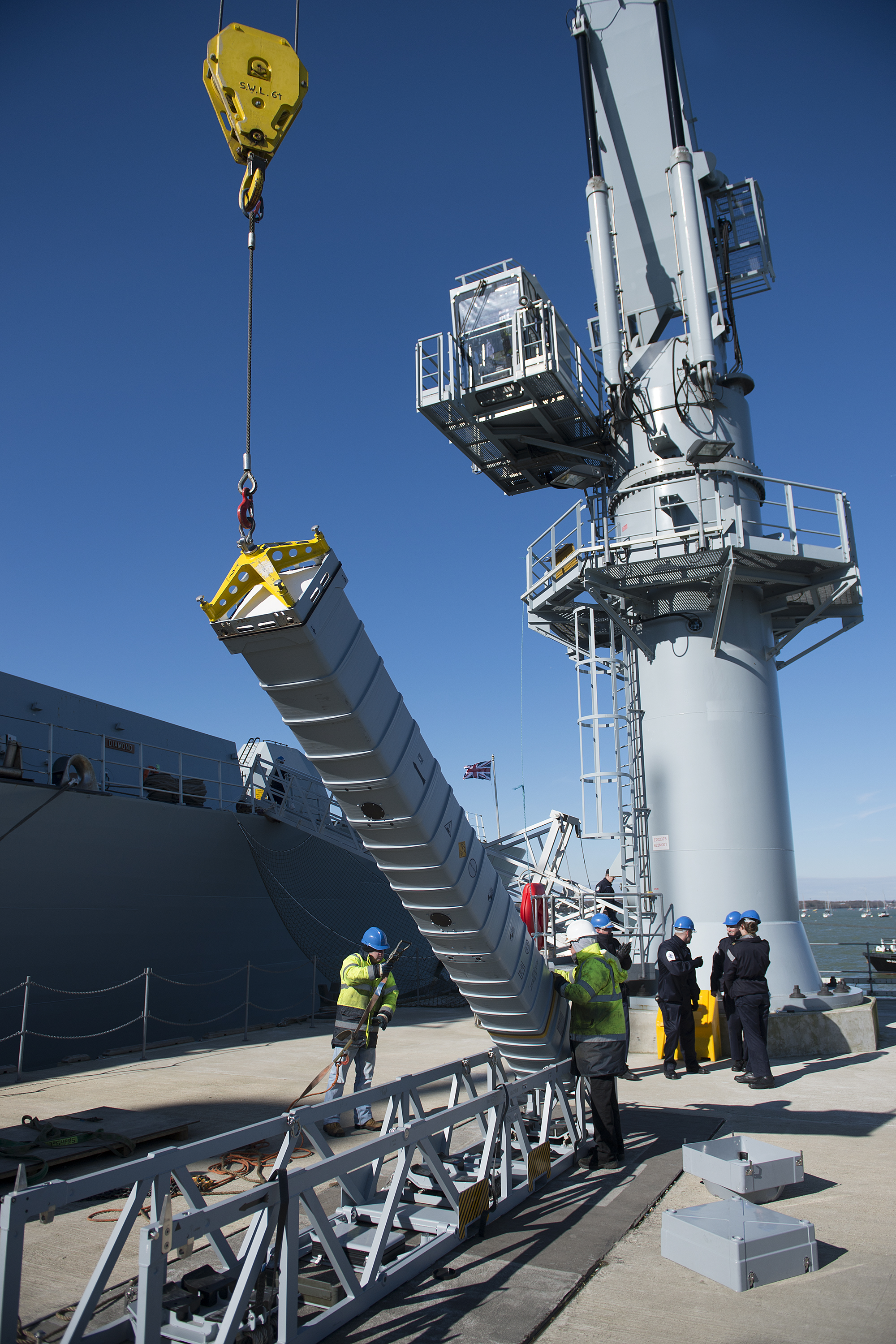
Aster 30 konténer beemelése a HMS Diamond hadihajóra
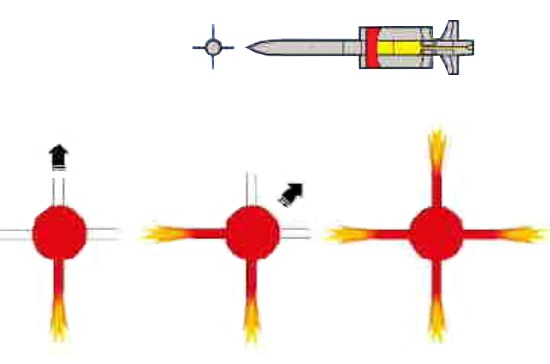
A PIF-PAF kormányzási rendszer: alapvetően mind a négy irányban folyamatos a kiáramlás és az egyes fúvókák lezárásával térítik el a rakétát a kívánt irányba